# سیارک ۲۶۴۵۱
سیارک ۲۶۴۵۱ (به انگلیسی: 26451 Khweis، نامگذاری:2000AB86)۲۶۴۵۱مین سیارک کشف شده‌است که در ۰۵ ژانویه ۲۰۰۰ کشف شد.